# Caprotinia
I Caprotinia, o feste di Giunone Caprotina, erano un'antica festività romana. 

## Storia
I Caprotinia erano festeggiati il 7 luglio in onore delle schiave; durante le celebrazioni esse correvano colpendosi con pugni e verghe, e solo alle donne era concesso prendere parte ai sacrifici.
Le origini delle festività dei Caprotinia e dei Poplifugia sono doppiamente legate da Plutarco seguendo le due più comuni tradizioni; la prima sostiene che quando Romolo scomparve, il giorno in cui c'era un'assemblea alle Palus Caprae, giunse un'improvvisa tempesta accompagnata da terribili tuoni ed altri fenomeni aerei. La gente fuggì, ma alla fine del temporale il re Romolo non fu più trovato e si sparse la voce che fosse stato assunto in cielo.
La seconda narra che durante un'altra crisi, l'assedio gallico di Roma (390 a.C.), una giovane prigioniera romana di nome Tutela accese, come convenuto in un piano precedente, una torcia sopra un fico selvatico (caprificus), dando il segnale ai Romani di precipitarsi sull'accampamento nemico. L'attacco ebbe successo e consentì a una grande vittoria.
Durante le feste, delle capre venivano sacrificate sotto dei fichi.